# Laurence Edward Scriven
Laurence Edward „Skip“ Scriven (* 4. November 1931 in Battle Creek, Michigan; † 3. August 2007) war ein US-amerikanischer Chemieingenieur.
Scriven wuchs in Hillsborough in Kalifornien auf. Er studierte Chemieingenieurwesen an der University of California, Berkeley und wurde 1956 an der University of Delaware promoviert. Danach arbeitete er für die Entwicklungsabteilung von Shell in Emeryville in Kalifornien. 1959 wurde er Assistant Professor für Chemieingenieurwesen an der University of Minnesota und 1966 erhielt er dort eine volle Professur. 1988 wurde er dort Regents Professor für Chemieingenieurwesen und Materialwissenschaften.
Scriven veröffentlichte über 400 Arbeiten und hatte über 100 Doktoranden. Der Schwerpunkt seiner Forschung lag in Beschichtungstechnik, wobei er eng mit der Industrie zusammenarbeitete. Weitere Forschungsgebiete waren die Hydrodynamik von porösen Medien und Kapillaren, Kolloidwissenschaft, Grenzflächenphänomene (wie Marangoni-Effekt) mit Anwendung auf Ölgewinnung.
1960 erhielt er den Allan Colburn Award des American Institute of Chemical Engineers. 1978 wurde er Mitglied der National Academy of Engineering, 1991 der American Academy of Arts and Sciences. 1986 war er Gibbs Lecturer und 1990 erhielt er den E. V. Murphree Award in Industrial and Engineering Chemistry.